# 芝浦メカトロニクス
芝浦メカトロニクス株式会社（しばうらメカトロニクス、英: SHIBAURA MECHATRONICS CORPORATION）は、神奈川県横浜市に本社を置く精密機械メーカー。

## 概要
東芝の一部事業を継承し設立。設立当初は重電を手がけていたが、現社名に変更後は事業基軸を「デジタル時代のインフラプロバイダー」と定め、半導体・FPD・光ディスクなど、エレクトロニクスコンポーネンツの製造装置メーカーとなる。
現在のコーポレートスローガンは、「この先もずっと、人と技術で世界を支える」となっている。

## 沿革
- 1939年（昭和14年）
  - 10月 - 東京芝浦電気株式会社（現・東芝）の事業を一部継承し、株式会社芝浦京町製作所を設立。本店を東京市麹町区有楽町に置く。
  - 12月 - 商号を株式会社芝浦製作所に変更。
- 1942年（昭和17年）1月 - 大船工場（現・横浜事業所）の操業を開始。
- 1943年（昭和18年）9月 - 小浜工場（現・芝浦自販機本社）の操業を開始。
- 1947年（昭和22年）10月 - 昭和天皇、小浜工場に行幸。
- 1949年（昭和24年）4月 - 東芝精機株式会社（のちの東芝メカトロニクス）創業。
- 1962年（昭和37年）5月 - 本店を東京都港区赤坂溜池町に移転。
- 1972年（昭和47年）7月 - 東京真空機材株式会社（現・芝浦エレテック）を設立。
- 1980年（昭和55年）4月 - 株式会社芝浦小浜工業所（のちの芝浦イーエムエス）を設立。
- 1981年（昭和56年）10月 - 東精エンジニアリング株式会社（現・芝浦プレシジョン）を設立。
- 1991年（平成3年）10月 - 1932年創業の株式会社徳田製作所と合併、相模工場として継承。
- 1993年（平成5年）6月 - 芝浦テクニカル・システムズ株式会社（現・芝浦自販機）を設立。
- 1994年（平成6年）4月 - 東芝より電子応用装置事業を移管。芝浦ビルサービス株式会社（現・芝浦エンジニアリング）を設立。
- 1996年（平成8年）
  - 7月 - 米国に芝浦テクノロジーインターナショナル社を設立。
  - 8月 - 東芝よりメカトロ事業を移管。
  - 12月 - 大船工場でISO 9001認証を取得。
- 1997年（平成9年）
  - 7月 - 本店を神奈川県横浜市に移転。
  - 12月 - 東芝メカトロニクスがISO 14001認証を取得。
- 1998年（平成10年）
  - 4月 - 相模工場を大船工場に統合し、横浜事業所と改称。
  - 10月 - 商号を芝浦メカトロニクス株式会社に変更。東芝メカトロニクスと合併、さがみ野事業所として継承。芝浦電産株式会社を設立し、モータ応用機器事業を移管。
- 1999年（平成11年）4月 - 全事業所でISO 14001認証を取得完了。台湾に台湾芝浦先進科技股有限公司を設立。
- 2000年（平成12年）
  - 2月 - 全事業所でISO 9001認証を取得完了。
  - 8月 - 韓国にSCK CO.,LTD.（現・韓国芝浦メカトロニクス）を設立。
  - 9月 - 芝浦電産を分離、日本電産株式会社に譲渡（現・ニデックテクノモータ）。
- 2001年（平成13年）
  - 2月 - アンゾフアウォード優秀企業賞を受賞。
  - 10月 - e-サービスセンターを開設。
  - 11月 - 中国に芝浦機電（上海）有限公司を設立。
- 2004年（平成16年）7月 - 芝浦ハイテック株式会社を設立。
- 2005年（平成17年）
  - 4月 - 芝浦自販機が芝浦イーエムエスを合併。
  - 7月 - 半導体検査装置事業を本多エレクトロン株式会社より移管。
- 2008年（平成20年）4月 - 検査業務部門を東芝及び同グループ企業へ移管。
- 2017年（平成29年）12月 - 信越エンジニアリング株式会社（信越化学工業の子会社）及び株式会社ニューフレアテクノロジーと資本業務提携。東芝からの自己株式取得と、東芝による信越エンジニアリング、ニューフレアテクノロジー及び市場への株式売出しにより、東芝がその他の関係会社でなくなる。
- 2023年（令和5年）8月 - 東芝グループ（東芝、東芝保険サービス及びニューフレアテクノロジー）が保有する芝浦メカトロニクス株を売却することを発表。これをもって芝浦メカトロニクスは東芝グループとの資本関係を有しなくなった（ニューフレアテクノロジーとの技術提携は継続する）。

## 製品
FPD製造装置
- 洗浄装置
- 現像装置
- エッチング装置
- 低温ポリシリコンTFT用スピン洗浄装置
- 配向膜インクジェット塗布装置
- シール塗布装置
- 液晶滴下装置
- 貼り合せ装置
- シール硬化装置
- FPD用アウターリードボンダ

半導体製造装置
- イオンケミカルエッチング装置
- リモートプラズマアッシング装置
- ケミカルドライエッチング装置
- レジストアッシング装置
- 枚葉式ウェーハ洗浄装置
- 枚葉式フォトマスク洗浄装置
- ウェーハ自動端面検査装置
- ウェーハ自動外観検査装置
- ダイボンダ
- フリップチップボンダ
- インナーリードボンダ

メディアデバイス製造装置
- 単層膜形成用スパッタリング装置
- 多層膜形成用スパッタリング装置
- 真空貼り合せ装置
- マスタリング用スパッタリング装置

真空応用装置
- 研究開発用スパッタリング装置
- 両面スパッタリング装置
- バッチ式スパッタリング装置
- 大型バッチ式蒸着装置
- 高速枚葉式スパッタリング装置
- 枚葉式多層膜形成用スパッタリング装置
- 光触媒（親水ミラー）スパッタリング装置
- 樹脂用成膜装置
- 低温多層膜形成用スパッタリング装置
- 半導体・電子部品用蒸着装置
- 真空貼り合せ装置
- 有機EL用貼り合せ装置

レーザ応用装置
- スポット溶接用YAGレーザ装置
- YAGレーザ発振器
- YAGレーザ溶接装置
- 大出力LD励起YAGレーザ装置
- YAGレーザマーカ
- ウェーハマーカ
- WL-CSP用レーザマーカ
- TAB-IC用レーザマーカ
- FPD用パターンカット装置
- 精密切断加工装置

各種応用装置
- マイクロ波加熱装置
- マイクロ波プラズマ処理装置
- 太陽電池配線装置

ヘルスケア
- インクジェット 錠剤印刷装置（販売元 ： 池上通信機株式会社）

## 事業所
- 本社 - 神奈川県横浜市栄区笠間2-5-1
- 横浜事業所 - 神奈川県横浜市栄区笠間2-5-1
- さがみ野事業所 - 神奈川県海老名市東柏ケ谷5-14-1

## 芝浦グループ
国内
- 芝浦プレシジョン株式会社 - 各種自動機械の製造、販売、保守、機械精密部品加工、など
- 芝浦エンジニアリング株式会社 - 機械、制御、電装設計、印刷、製本、施設管理、など
- 芝浦ハイテック株式会社 - ディスプレイ製造装置、半導体製造装置、各種自動化システム機器の設計、製造、据付、など
- 芝浦自販機株式会社 - たばこ自動販売機、券売機等各種自動販売機およびシステムの開発、製造、販売
- 芝浦エレテック株式会社 - FPD、半導体製造装置等の保守、サービス、など

海外
- 芝浦テクノロジーインターナショナル - 米国内での各製造装置の販売、保守、サービス
- 韓国芝浦メカトロニクス - 韓国内での各種製造装置の製造、販売、据付け、調整、保守、サービス、など
- 台湾芝浦先進公司 - 台湾内での各種製造装置の販売、営業支援、据付調整、保守、サービス、など
- 芝浦上海有限公司 - 中国内での各種製造装置の販売、保守、サービス、営業支援、据付調整、など